# Hazel Run (Minnesota)
Hazel Run – miasto w Stanach Zjednoczonych, w stanie Minnesota, w hrabstwie Yellow Medicine.